# Bob hund
bob hund ( шведська для "bob dog") - інді-рок- група з Швеції .  Їхня музика , яку важко класифікувати, була описана як "те, що ви могли б очікувати, якщо вам вдалося б об'єднати Pere Ubu і Pixies з дотиком Kraftwerk ".  Bob Hund виступав переважно в Скандинавії , а також у Польщі та Англії .  Деякі з їхніх виступів включають Roskilde , Hultsfred , Ruisrock і Quart музичних фестивалів . 

## Історія
bob hund був утворений в 1991 році Jonas Jonasson (клавішні) і Thomas Öberg (вокал) після зустрічі в середній школі.  Після шести місяців формування група була закінчена, з Конні Німмерсйо і Джонні Ессінг на гітарі, Матс Hellqvist на бас і Матс Андерссон на барабанах.   Легенда свідчить, що Ессінг приєднався до репетицій, щоб погасити заборгованість за 100 крон до Hellqvist, і просто продовжував повертатися. 